# Dijon FCO
A Dijon Football Côte d'Or (röviden Dijon FCO, vagy Dijon) egy 1998-ban alapított francia labdarúgócsapat, melynek székhelye Dijon-ban található. A klub színei: fehér és vörös. Hazai pályájuk a Stade Gaston Gérard, melynek befogadóképessége 15 995 fő.

## Jelenlegi keret
2021. február 1.
| #  |     | Poszt | Név                                              |
| -- | --- | ----- | ------------------------------------------------ |
| 1  | SUI | K     | Anthony Racioppi                                 |
| 2  | FRA | V     | Sacha Boey                                       |
| 3  | COD | V     | Ngonda Muzinga                                   |
| 4  | ENG | V     | Jonathan Panzo                                   |
| 5  | FRA | V     | Senou Coulibaly                                  |
| 6  | SEN | KP    | Pape Cheikh Diop (kölcsönben az Lyon csapatától) |
| 7  | FRA | KP    | Frédéric Sammaritano                             |
| 8  | FRA | KP    | Éric Ebimbe (kölcsönben a PSG csapatától)        |
| 9  | KOS | KP    | Bersant Celina                                   |
| 10 | ALG | KP    | Yassine Benzia                                   |
| 11 | SEN | CS    | Moussa Konaté                                    |
| 12 | FRA | V     | Arthur Zagre (kölcsönben a Monaco csapatától)    |
| 13 | ECU | V     | Aníbal Chalá                                     |
| 14 | FRA | KP    | Jordan Marié                                     |

| #  |     | Poszt | Név                                               |
| -- | --- | ----- | ------------------------------------------------- |
| 15 | CIV | CS    | Roger Assalé                                      |
| 16 | BEN | K     | Saturnin Allagbé                                  |
| 17 | GNB | KP    | Mama Baldé                                        |
| 18 | CMR | KP    | Wilitty Younoussa                                 |
| 19 | CMR | V     | Ahmad Ngouyamsa                                   |
| 21 | FRA | CS    | Mounir Chouiar                                    |
| 22 | GAB | KP    | Didier Ndong                                      |
| 24 | NCL | V     | Wesley Lautoa                                     |
| 25 | GAB | V     | Bruno Ecuele Manga ()                             |
| 26 | MAR | V     | Fouad Chafik                                      |
| 27 | FRA | CS    | Aboubakar Kamara (kölcsönben a Fulham csapatától) |
| 29 | ROM | KP    | Alex Dobre                                        |
| 30 | FRA | K     | Lévi Ntumba                                       |

## Fordítás
Ez a szócikk részben vagy egészben  a   Dijon FCO című angol Wikipédia-szócikk fordításán alapul.  Az eredeti cikk szerkesztőit annak laptörténete sorolja fel. Ez a jelzés csupán a megfogalmazás eredetét és a szerzői jogokat jelzi, nem szolgál a cikkben szereplő információk forrásmegjelöléseként.